# (21697) Mascharak
(21697) Mascharak (1999 RW54) – planetoida z pasa głównego asteroid okrążająca Słońce w ciągu 3,8 lat w średniej odległości 2,43 j.a. Odkryta 7 września 1999 roku.